# Bernard d'Agesci
Pour les articles homonymes, voir Augustin Bernard (homonymie) et Bernard.
Bernard d’Agesci, pseudonyme d'Augustin Bernard, né à Niort le 11 mars 1756 et mort dans la même ville le 26 juillet 1829, est un peintre français.

## Biographie

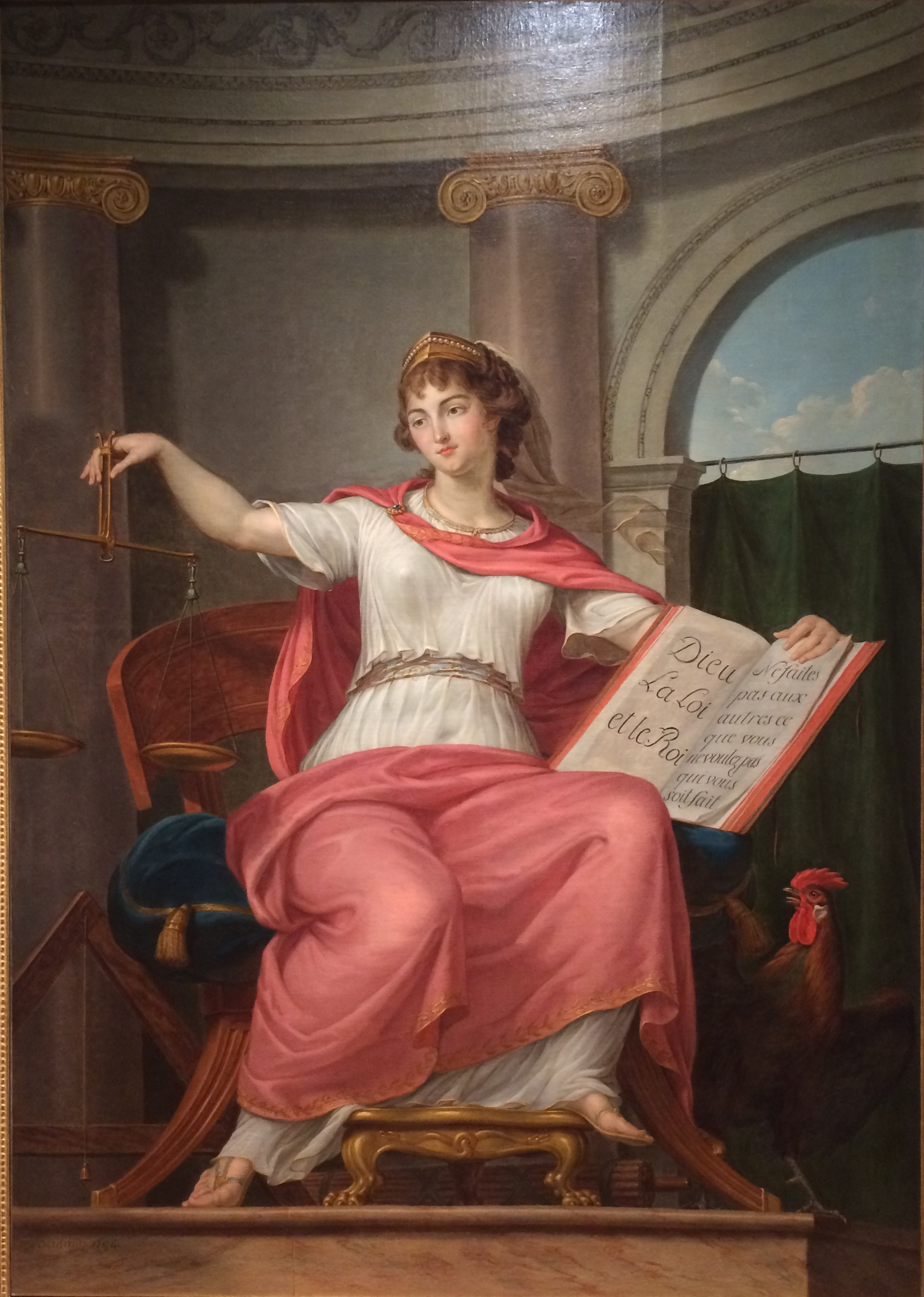
La Justice, musée Bernard-d'Agesci (Niort).

Jean-Charles-Henri-Augustin Bernard est le deuxième des 18 enfants d'une famille de la bourgeoisie de commerce de Niort. Il étudie au Collège de l'Oratoire de la ville où il prend vraisemblablement ses premiers cours de dessin.
En 1772, Bernard d’Agesci quitte Niort pour Paris afin d'étudier le dessin et la peinture à l’Académie royale après avoir été remarqué par le marquis d'Argenson. Il est élève de Restout et de Lagrenée l’aîné, et tisse des liens avec Jacques-Louis David. Le peintre trouve sa place dans le milieu artistique parisien.
Il est envoyé à la villa Médicis à Rome comme pensionnaire du Roi en 1783, sous la protection de Joseph-Marie Vien. Il obtient aussi un prix à l’Académie de Bologne pour La Muse Erato. En 1787 et 1788, il est recensé comme peintre à Rome.
À son retour en France, en 1789, il réalise une série de portraits pour la noblesse ou l’aristocratie parisienne. Il expose neuf tableaux au Salon de 1791. Les événements révolutionnaires contrarient sa carrière parisienne. En 1792, alors qu'il prépare son entrée à l'Académie, celle-ci est abolie. Il décide de rentrer à Niort, ville dans laquelle il a une action influente dans le domaine culturel et artistique.
Il est à l'origine de la première bibliothèque publique de la ville. Créateur des musées de Niort, il dirige aussi à partir de 1802 l’école gratuite de dessin créée par la municipalité. Il s'intéresse aussi aux sciences en créant le jardin botanique et dessine plusieurs édifices publics.
Son œuvre picturale comprend des portraits, des œuvres religieuses et des sujets mythologiques. Passionné d'art en général, il rédige en 1805 un Projet d’organisation d’une nouvelle direction générale des Arts. Il reste aussi de lui, à Niort, un modèle de maison à crépi rose où se mêlent les souvenirs antiques et l’influence palladienne : la Maison Rose.
À partir de 1810, il réalise un certain nombre d'ouvrages pour l'église Notre-Dame à Niort et pour d'autres églises des environs. Il exécute également des peintures à caractère civique, des monuments commémoratifs et des commandes de particulier.
En 1816, il est élu au Conseil municipal. Il assumera cette fonction jusqu'à sa mort, à Niort, en 1829.

Les musées de la ville de Niort, regroupés dans l'ancien lycée de jeunes filles Jean Macé, portent son nom. Le musée Bernard-d'Agesci conserve ainsi plusieurs œuvres de l'artiste : des bas-reliefs pour le jardin botanique et le théâtre place de la Comédie, La Justice pour le tribunal, des portraits de la Famille Corneille et du cardinal Maury, La jeune dessinatrice, des scènes mythologiques comme Le Sacrifice à l'Amour, La muse Erato et L'Enlèvement d'Europe, ainsi que des carnets de croquis.

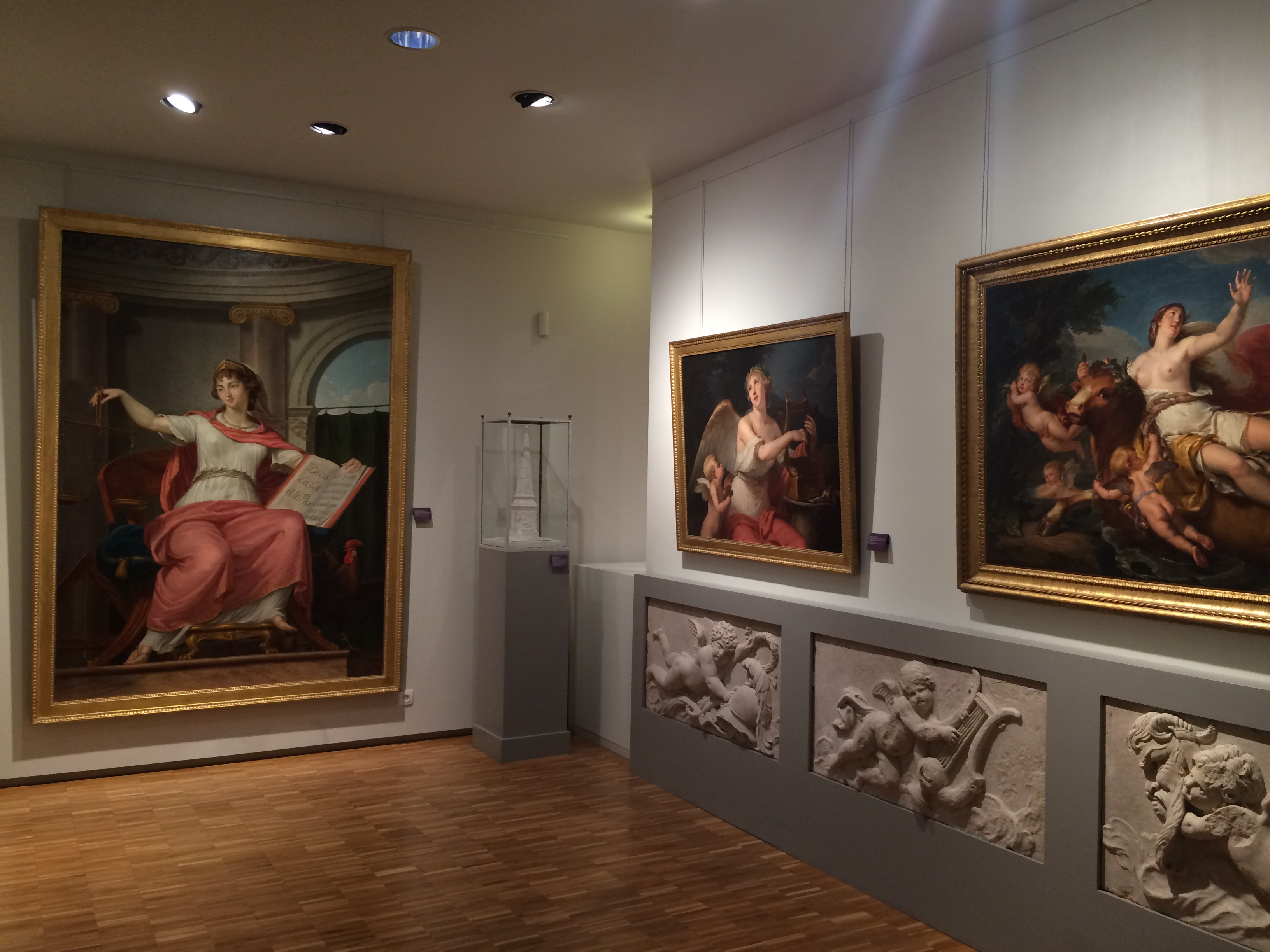
Vue de la salle Bernard d'Agesci à Niort
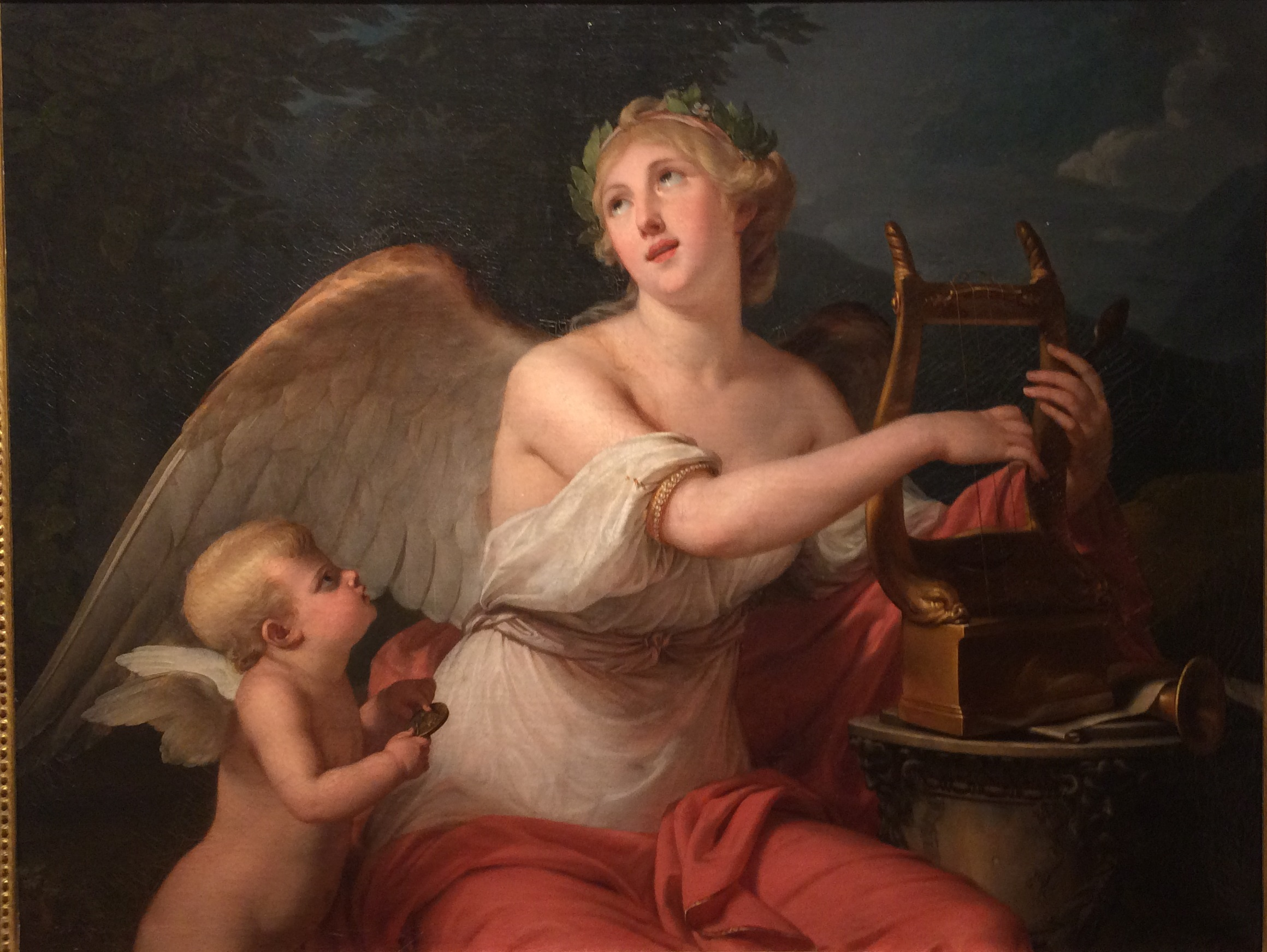
La muse Erato, 1785-86
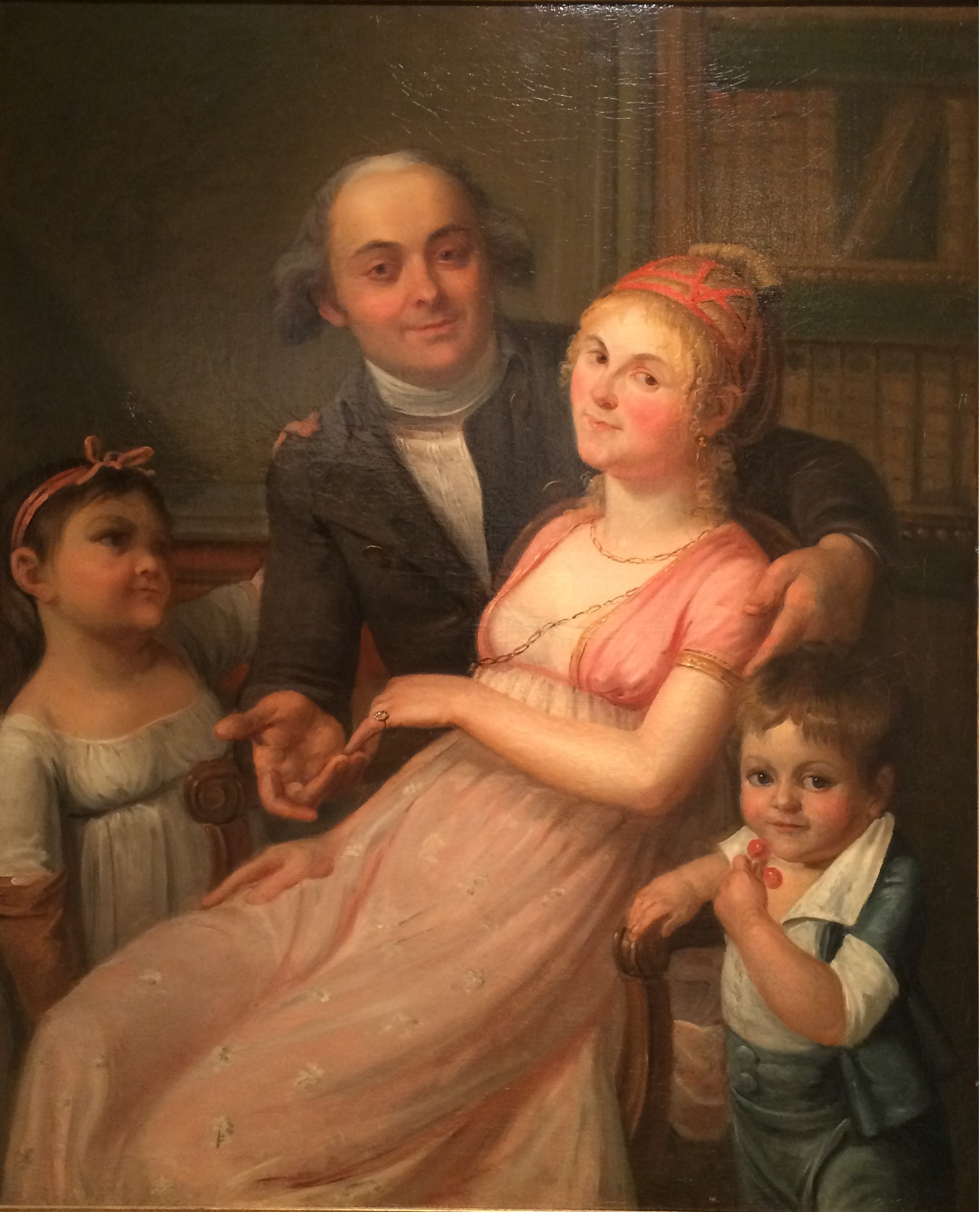
La famille Corneille
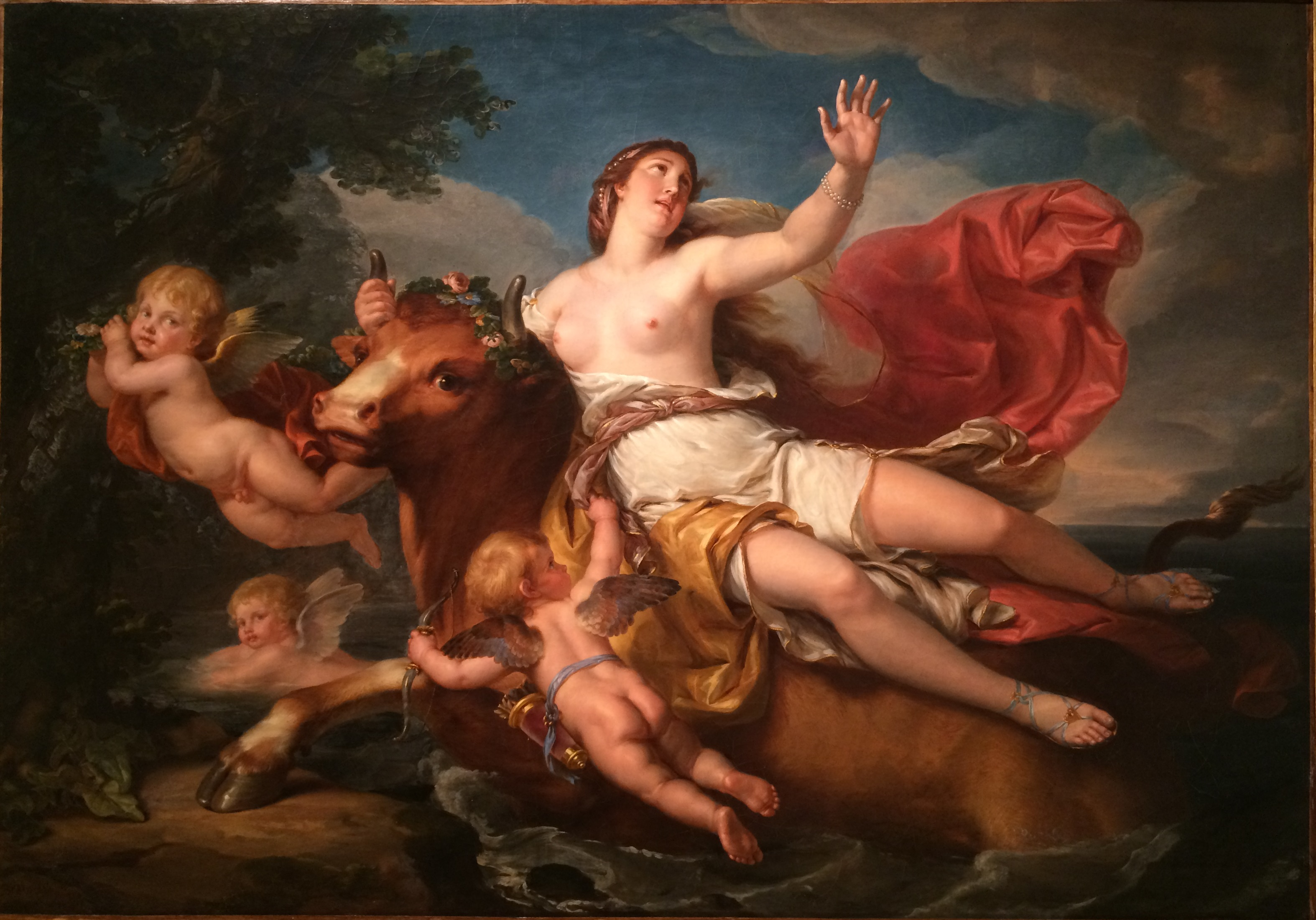
L'Enlèvement d'Europe

L'Art Museum de Berkeley vient d'acquérir en 2017 Acis et Galatée, probable pendant de L'Enlèvement d'Europe conservé à Niort.
Entre janvier et mai 2019, le musée Bernard-d'Agesci (Niort) lui consacre une grande exposition : "Bernard d'Agesci, forgeur d'histoire à Niort (1756-1829)". C'est la première et, à ce jour, la seule rétrospective consacrée à l'artiste.